# Hamza-Brigade
Die Hamza-Brigade ist eine besonders von einem Teil der sunnitischen Bevölkerungsmehrheit Syriens getragene bewaffnete Oppositionsgruppe im syrischen Bürgerkrieg. Die 2013 gegründete Einheit gehört der Freien Syrischen Armee an.
Die Brigade wurde im Rahmen des Syrian Train and Equip Program vonseiten der Vereinigten Staaten und der Türkei ausgebildet und bewaffnet. Ihr primäres Ziel liegt darin, den Islamischen Staat zu bekämpfen. Es kommt auch zu Gefechten mit den Regierungstruppen unter dem Kommando von Präsident Baschar al-Assad und den mit diesen alliierten Kriegsparteien, wie der Hisbollah. Auch mit den demokratischen Kräften Syriens kommt es zeitweise zu Gefechten. In der Operation Schutzschild Euphrat ist die Hamza-Brigade eine der größten teilnehmenden Gruppierungen.
Kämpfer der kurdischen Volksverteidigungseinheiten verübten in der von der Türkei und mit ihr verbündeten Rebellenverbänden besetzten Region Afrin am 7. September 2018 einen tödlichen Anschlag auf einen Milizionär der Hamza-Brigade.
Von der türkischen Regierung unter Recep Tayyip Erdoğan finanzierte syrische Söldner der Hamza-Brigade wurden im Herbst 2020 im Krieg um Bergkarabach eingesetzt, um an der Seite von Aserbaidschan gegen Armenier Krieg zu führen.